# Stefania Covello
Stefania Covello (Cosenza, 28 febbraio 1972) è una politica italiana.

## Biografia
Nata a Cosenza, dove si è diplomata presso il liceo classico Bernardino Telesio, è figlia di Franco Covello, senatore della Repubblica per la Democrazia Cristiana, si è laureata in giurisprudenza e di professione fa l'avvocato.
È sposata, ha due figli ed è. Sdi Cosenza con il massimo dei voti presso la Sapienza di Roma, con relatore di tesi il Prof. Guido Alpa.
Ha svolto l'attività di volontariato, con il ruolo di Presidente dell'AIRC Calabria giovani.
Nel 1997,  viene eletta per la prima volta consigliere comunale per il Comune di Cosenza, ruolo nel quale sarà riconfermata anche nelle elezioni del 2002.
Nel 2006 è diventata Assessore alla Pubblica Istruzione, politiche culturali e beni culturali della Provincia di Cosenza e nel 2009 è stata eletta consigliere regionale in Calabria per il Partito Democratico.
Alle elezioni politiche del 2013 viene eletta deputata della XVII legislatura della Repubblica Italiana nella circoscrizione XXIII Calabria per il Partito Democratico.
Dal 2014 al 2018, è stata capo del Dipartimento Mezzogiorno del Partito Democratico.